# Rhaphuma brodskyi
Rhaphuma brodskyi är en skalbaggsart som beskrevs av Holzschuh 1992. Rhaphuma brodskyi ingår i släktet Rhaphuma och familjen långhorningar. Inga underarter finns listade i Catalogue of Life.